# Lijst van wielrenners - C
Dit is een lijst van wielrenners met als beginletter van hun achternaam een C.

## Ca
- Francisco Cabello
- João Cabreira
- Samuel Cabrera
- Diego Caccia
- Simone Cadamuro
- Kim Cadzow
- Steven Caethoven
- Patrick Calcagni
- Giuseppe Calcaterra
- Blake Caldwell
- Vincent Cali
- Lilian Calmejane
- Manuel Calvente
- Sylvain Calzati
- Alfonso Calzolari
- Iker Camaño
- Fermo Camellini
- Oscar Camenzind
- Teniel Campbell
- Victor Campenaerts
- Daniela Campos
- Francesco Camusso
- David Cañada
- Fabian Cancellara (Spartacus, De tank van Bern)
- Maria Canins
- Sanne Cant
- Noemi Cantele
- Eros Capecchi
- Ludovic Capelle
- Christophe Capelle
- Ermanno Capelli
- Johan Capiot
- Remi Capoen
- Andy Cappelle
- Alessandra Cappellotto
- Valeria Cappellotto
- Louis Caput
- Richard Carapaz
- Anastasia Carbonari
- Félix Cárdenas
- Pedro Cardoso
- Manuel Cardoso
- Eric Caritoux
- Guido Carlesi
- Kirk Carlsen
- Kjell Carlström
- Ceylin del Carmen Alvarado
- Chris Carmichael
- Émile Carrara
- Matteo Carrara
- José Luis Carrasco
- José Antonio Carrasco
- Sara Carrigan
- Mike Carter
- Nick Carter
- Giampaolo Caruso
- Roberto Caruso
- Philippe Casado
- Andrea Casagranda
- Stefano Casagranda
- Filippo Casagrande
- Francesco Casagrande
- Stefano Casagrande
- Sandy Casar
- Davide Casarotto
- Fabio Casartelli
- Sara Casasola
- Ángel Casero
- Rafael Casero
- Dylan Casey
- Jimmy Casper
- Davide Cassani
- Enrico Cassani
- Francis Castaing
- Jaime Alberto Castañeda
- Bruno Castanheira
- Carlos Castaño
- José Castelblanco
- Walter Castignola
- Ángel Castresana
- Jaime Castrillo
- Pablo Castrillo
- Jonathan Castroviejo
- Dario Cataldo
- Mattia Cattaneo
- Aloïs Catteau
- Pietro Caucchioli
- Francesca Cauz
- Rémi Cavagna
- Stefano Cavallari
- Marta Cavalli
- Mark Cavendish
- Pierre Cazaux
- Mariano Cañardo

## Ce
- Elena Cecchini
- Mirko Celestino
- Vidal Celis
- Luca Celli
- Bruno Cenghialta
- Francisco Cepeda
- Pino Cerami

## Ch
- Elise Chabbey
- Steve Chainel
- Albert Champion
- Dimitri Champion
- Clément Champoussin
- Chun Hing Chan
- Pascal Chanteur
- Georges Chappe
- Jan Charisius
- Anthon Charmig
- Robert Charpentier
- Charles Charron
- Anthony Charteau (Chartrix)
- Jean Chassang
- Aleksandr Chatoentsev
- Íñigo Chaurreau
- Sébastien Chavanel
- Sylvain Chavanel (Mimosa)
- Esteban Chaves
- Mikaël Cherel
- Pietro Chesi
- Gianpaolo Cheula
- Imelda Chiappa
- Carlo Chiappano
- Claudio Chiappucci (il Diablo)
- Francesco Chicchi
- Mario Chiesa
- Franco Chioccioli
- Andrea Chiurato
- Piotr Chmielewski
- Alexandre Chouffe
- Eduardo Chozas
- Mads Christensen
- Adolf Christian
- Henrietta Christie
- Ántri Christofórou
- Eugène Christophe

## Ci
- Eleonora Ciabocco
- Silvano Ciampi
- Giulio Ciccone
- Marco Cimatti
- Davide Cimolai
- Cino Cinelli
- Gerald Ciolek
- Dario Cioni
- Mario Cipollini (il Re Leone / Supermario)
- Carmela Cipriani
- Giuseppe Citterio

## Cl
- Georges Claes (sr.)
- Georges Claes
- Jean-Baptiste Claes
- Dimitri Claeys
- Marcel Claeys
- Hilton Clarke
- Simon Clarke
- Mathieu Claude
- Thierry Claveyrolat
- Mathias Clemens
- Stef Clement
- Aurélien Clerc
- Roland Le Clerc
- Carlo Clerici
- Nick Clesen
- Marion Clignet
- David Clinger
- Alex Close
- Régis Clère

## Co
- Juan José Cobo
- Massimo Codol
- Leo Coehorst
- Johan Coenen
- Stefan Cohnen
- Luis Colaço
- Stefano Colagè
- Maggie Coles-Lyster
- Maaike Coljé
- Daniele Colli
- Sofia Collinelli
- Rudy Colman
- Antonio Colom
- Gabriele Colombo
- Ugo Colombo
- Jean-Claude Colotti
- Luc Colyn
- Salvatore Commesso
- Maria Giulia Confalonieri
- Chiara Consonni
- Simone Consonni
- Alberto Contador (El Pistolero)
- Biagio Conte
- Oreste Conte
- Angelo Conterno
- Roberto Conti
- Silvano Contini
- Alberto Contoli
- Carlos Alberto Contreras
- Daniele Contrini
- Baden Cooke
- Nicole Cooke
- Frans Cools
- Milo Cools
- Jacques Coomans
- Jérôme Coppel
- Fausto Coppi (l' Airone / Campionnissimo)
- Serse Coppi
- Michele Coppolillo
- Bryan Coquard
- Mathieu Cordang
- Tom Cordes
- Audrey Cordon-Ragot
- Claudio Corioni
- Ezio Corlaita
- Michel Cornelisse
- Bjorn Cornelissen
- Henri Cornet
- Bruno Cornillet
- Dominique Cornu
- Giovanni Corrieri
- Magnus Cort
- Claudio Corti
- Marco Corti
- Alessandro Cortinovis
- Frank Corvers
- Benoît Cosnefroy
- Rui Costa
- Ewen Costiou
- Morgane Coston
- Giordano Cottur
- Arnaud Courteille
- Cédric Coutouly
- Lionel Cox
- Ryan Cox
- Arnaud Coyot
- Steven Cozza

## Cr
- Lawson Craddock
- Paul Crake
- Steff Cras
- Jai Crawford
- Michael Creed
- Alvaro Crespi
- Wilfried Cretskens
- Tom Criel
- Nada Cristofoli
- Claude Criquielion (de Criq)
- Emilio Croci Torti
- Tiffany Cromwell
- Nicolas Crosbie
- Charles Crupelandt
- Antonio Cruz
- David de la Cruz

## Cu
- Laudelino Cubino
- Stéphane Cueff
- Juan Miguel Cuenca
- Íñigo Cuesta
- Armand de Las Cuevas
- Damiano Cunego ('de kleine prins')
- Giovanni Cuniolo
- Tjarco Cuppens
- Léa Curinier
- Veleria Curnis
- Alberto Curtolo
- Roy Curvers
- Gustavo César Veloso

A · B · C · D · E · F · G · H · I · J · K · L · M · N · O · P · Q · R · S · T · U · V · W · X · Y · Z